# Opius acuminatus
Opius acuminatus är en stekelart som beskrevs av Granger 1949. Opius acuminatus ingår i släktet Opius och familjen bracksteklar. Inga underarter finns listade i Catalogue of Life.